# アメリカ囲碁協会
アメリカ囲碁協会（アメリカいごきょうかい、英 : American Go Association）は、国際囲碁連盟に加盟するアメリカの囲碁の組織。略称はAGA。 
エドワード・ラスカーとその友人によって、1935年に設立された。2011年にプロ棋士制度が確立され、複数のプロ棋士が誕生している。 
2020年12月1日、トーマス・シアン副会長が令和2年度外務大臣表彰を受賞。

## 主な活動
毎週のオンラインニュース「American Go E-Journal」を発行しているほか、年鑑の発行、国内のレーティングシステムの管理、アメリカのアマチュア棋戦であるアメリカ碁コングレスの開催、国際棋戦での北アメリカの代表選手の決定など、アメリカ囲碁界の活性化のための活動を行っている。
AGAでは日本ルールと中国ルールの違いを調整した「AGAルール」と呼ばれるルールを採用しており、国際的な囲碁のルールの統一に向けても活動している。 

## プロ制度
2011年12月、AGAは韓国棋院とネット対局場の東洋囲碁と提携し、新たなアメリカのプロ棋士制度を発足させた。東洋囲碁が2012年の公認プロ棋戦のスポンサーとなり、対局の模様は東洋囲碁で中継された。 
その後、AGA所属棋士は産経プロアマトーナメント戦など日本や韓国のプロ棋戦にも招待されて出場しており、活動の幅を広げている。 
AGAでプロ棋士になることができるのはアメリカかカナダの国民に限られ、毎年開催されるプロ資格トーナメントで決勝戦に進出した経験があることなどがプロ入りの条件となる。 

### 所属棋士
年は各棋士が入段した年。 
- 2012年：Andy Liu 初段、Gansheng Shi 初段[7]
- 2014年：Calvin Sun 初段[8]
- 2015年：Ryan Li 初段[9]
- 2016年：Eric Lui 初段[10]

## エピソード
- AGAは、バラク・オバマ政権にアメリカ大統領の印章とサインが刻印されたアメリカ製の碁盤の制作を依頼されたことがある。制作された碁盤は、2009年11月17日に中国の国家主席である胡錦濤に贈答された[11]。
- AGAのアメリカでのプロ棋士制度確立に向けた取り組みは、2018年の映画「The Surrounding Game（英語版）」で詳しく紹介された。

## AGAシティリーグ
AGAシティリーグは、各都市のチームが互いにパンダネットサーバー上のAGAルームでリーグ戦を行う大会である。チームは最大5人のプレーヤーで構成され、そのうち3人が各ラウンドで対局する。 
現在のルールはパンダネットに掲載されている。 